# Камлак
Камлак (рос. Камлак) — село Шебалінського району, Республіка Алтай Росії. Входить до складу Камлацького сільського поселення.
Населення — 581 особа (2015 рік).
Біля села знаходиться Горно-Алтайський ботанічний сад.
Село засноване 1835 року.